# C'è gente che deve dormire
C'è gente che deve dormire è un album del gruppo italiano dei Marta sui Tubi, pubblicato nel 2005 dalla Eclectic Circus Records.
Dall'album sono stati estratti i singoli Perché non pesi niente, L'abbandono e Via Dante.

## Tracce
1. Via Dante – 4:45
2. Perché non pesi niente – 4:20
3. L'abbandono – 4:33
4. Una donna e la sua semplicità – 2:33
5. Cenere – 2:34
6. 31 lune – 2:41
7. Lilly – 3:07
8. L'amaro amore – 3:00
9. Ti mento – 3:23
10. La tua argenteria – 4:38
11. Tomorrow Never Knows (Beatles cover) – 2:52

## Formazione

### Gruppo
- Giovanni Gulino – voce, synth
- Carmelo Pipitone – chitarra, voce
- Ivan Paolini – batteria

### Altri musicisti
- Bobby Solo – voce in Via Dante
- Paolo Benvegnù – voce in Via Dante
- Enrico Gabrielli – fiati, flauto
- Moltheni – voce in L'abbandono
- Sara Piolanti – voce in 31 lune